# Henri Szwarc
Pour les articles homonymes, voir Szwarc.
Henri Szwarc, dit Old Henri du fait de sa longévité en compétition, né le 19 juillet 1928 à Markuszów en Pologne, émigré en France au début de la Seconde Guerre mondiale, mort le 22 avril 2005 à Suresnes, est un bridgeur français.

## Palmarès
- Deux Olympiades mondiales par équipes, en 1980 (Fauquemont) et 1996 (Rhodes) ;
- Champion d'Europe par équipes en 1966 (Varsovie), 1974 (Herzliya) et 1983 (Wiesbaden) ;
- Championnat par équipes du MEC en 1969 (Monte-Carlo) ;
- Tournoi international du Sunday Times par paires en 1977 (sur invitations) ;
- Tournoi international de Biarritz en 2001 ;
- Vice-champion du monde par équipes (Coupe des Bermudes) en 1971 (Taipeh) ;
- Médaille d'argent aux olympiades mondiales par équipes en 1984 (Seattle) ;
- Vice-champion d'Europe par équipes en 1967 (Dublin) et 1973 (Ostende) ;
- Vice-champion d'Europe par équipes seniors en 1999 (Malte) ;
- 2e du championnat par équipes du MEC en 1967 (Ostende, 1re édition) ;
- 3e des championnats du monde par équipes en 1967 (Miami Beach), 1975 (Les Bermudes (Hamilton)) et 1983 (Stockholm) ;
- 3e des championnats d'Europe par équipes en 1981 (Birmingham) ;
- 3e du championnat par équipes du MEC en 1996 (Ostende) ;
- 3e au tournoi international de "White House" en 1997 (Amsterdam).

## Récompenses
- Trophée de la Meilleure paire européenne en 1966 (avec Jean-Michel Boulenger) ;
- Chevalier de l'Ordre national du Mérite.